# Nervis d'acer
Nervis d'acer (títol original: Raw Nerve) és una pel·lícula estatunidenca dirigida per Avi Nesher, estrenada el 1999. Ha estat doblada al català.

## Argument
El detectiu Blair Valdez (Mario Van Peebles) es veu implicat en un fosc assumpte de corrupció policial, que afecta fins i tot a la seva promesa. Blair demana ajuda a un antic company, Ethan Lang, que li deu un gran favor: anys enrere, quan treballaven junts, Blair va amagar que un acte de covardia de Ethan va provocar la mort de dos policies. Ethan accepta donar-li una mà, per poder netejar el seu vergonyós passat. La complicada trama en la qual es veuen immersos acaba en una espiral de traïció, violència i mort.

## Repartiment
- Mario Van Peebles: Detectiu Blair Valdez
- Nicollette Sheridan: Izabel Sauvestre
- Zach Galligan: Ethan Lang
- Monica Trombetta: Maria Bauer
- Cheryl Embruta James: Detectiu Valerie Sanchez (o Cheryl James)
- Scott Getlin: Detectiu Richie Zola
- John Griesemer: H. Mackey
- Cari Stahler: Oficial Agnes Copland
- Benard Cummings: Capità Phil Moore
- Steven Randazzo: Capità Starr